# Novella, Haute-Corse
Novella är en kommun i departementet Haute-Corse på ön Korsika i Frankrike. Kommunen ligger i kantonen Belgodère som tillhör arrondissementet Calvi. År 2022 hade Novella 80 invånare.

## Befolkningsutveckling
Antalet invånare i kommunen Novella
Referens:INSEE